# Robert Abel and Associates
Robert Abel and Associates (RA&A) était une société américaine de production graphiques pionnière et spécialisée dans les publicités télévisées réalisées avec des images de synthèse. L'entreprise a été fondée par Robert Abel et Con Pederson en 1971. Elle est particulièrement connue pour sa production artistique et a remporté de nombreux Clio Awards.
Abel et son équipe ont créé certaines des œuvres d'animation par ordinateur les plus avancées et les plus impressionnantes de leur époque, notamment des rendus entièrement réalisés par ray tracing et des animations de personnages fluides à une époque où de telles choses étaient largement inconnues. Une variété de publicités télévisées de grande envergure, de séquences graphiques pour des films (dont The Andromeda Strain et Tron  ) et de travaux sur des jeux vidéo sur laserdisc tels que Cube Quest, ont mis Abel et son équipe sur la carte au début des années 1980. La société avait également été initialement chargée de créer les effets visuels de Star Trek : le film, mais elle a ensuite été retirée du projet pour mauvaise gestion des fonds. La société s'est également fait remarquer pour son travail sur le clip vidéo de The Jacksons de 1981 « Can You Feel It ».
RA&A était installé au cœur d'Hollywood, en Californie à l'angle sud-ouest de Highland Avenue et Romaine Street. RA&A a fermé ses portes en 1987 à la suite d'une fusion malheureuse avec Omnibus Computer Graphics, Inc., une société aujourd'hui disparue basée à Toronto.
De nombreuses personnes ayant travaillé chez RA&A ont ensuite participé à d’autres projets révolutionnaires, notamment la fondation de Wavefront Technologies, Rhythm &amp; Hues et d’autres studios. De nombreuses personnes de la RA&A ont aussi remporté des Oscars.